# Senenmut
| T22 · N35 | G14 |

| T22 · N35 | G14 |

Senenmut (en antiguo egipcio, Hermano de la diosa Mut) fue un cortesano que alcanzó notable importancia durante el reinado de Hatshepsut, la Reina-Faraón de la dinastía XVIII de Egipto (c. 1479 - 1457 a. C.).

## Orígenes
Senenmut fue un personaje de origen modesto, situación que no le impidió ascender a los puestos más altos de la Corte egipcia. Nació en la ciudad de Hermontis, también llamada Heliópolis del Sur, una población situada a unos 20 km de Tebas, conocida hoy como Armant. Sus padres no tenían títulos ni cargos especiales, y simplemente se conocen como el "respetable" Ramose y la "Señora de la Casa" Hatnefer.
También se sabe de la existencia de al menos tres hermanos, llamados Amenemhat, Minhotep y Pairy, y dos hermanas cuyos nombres fueron Iahotep y Neferthor. 
No es fácil datar cuándo comenzó Senenmut a escalar puestos en la jerarquía. Aunque hay quienes se inclinan porque fuera durante el reinado de Amenhotep I, se suele pensar que sería algo después, bajo Tutmosis I. Parece que acompañó al monarca como miembro del ejército en sus campañas en Nubia, donde parece que jugó un destacado papel. Siguió su carrera en el ejército, lo que le dio la posibilidad de acceder a su primer cargo, «Mayordomo de la Casa de la Hija Real», o sea, preceptor de Hatshepsut, dignidad que estaba reservada a los militares que habían combatido junto a Thutmose. A pesar de la gran influencia que Senenmut ejerció sobre todos sus contemporáneos, su figura aparece borrosa ante nuestros ojos; tanto, que apenas han quedado muy pocos datos que podamos considerar realmente personales para poder reconstruir la memoria de su vida. Obtener los documentos que permitan saber con certidumbre plena detalles del desarrollo de su vida privada, resulta un arduo trabajo, a veces casi imposible. No así en lo concerniente a su vida como hombre público. Más de medio centenar de monumentos y sus correspondientes inscripciones permiten conocer con cierto rigor su carrera como cortesano y funcionario real. Lo que sí tenemos por cierto es que la huella indeleble de este hombre extraordinario fue determinante para el desarrollo de los acontecimientos de uno de los momentos más dramáticos de la historia de Egipto, durante el reinado de la reina Hatshepsut (hacia el 1479-1457 a. C.). 

## La mano derecha de la reina
A la luz de los descubrimientos realizados hasta la fecha sabemos que Senenmut llegó a poseer noventa y dos títulos entre honoríficos y de función. Si consideramos que en el antiguo Egipto la concesión de un cargo o título llevaba aparejada la entrega a su titular de bienes, tierras y siervos, ya fueran procedentes del patrimonio real, ya del de los templos, que hacían del beneficiario un hombre de fortuna, la progresión de Senenmut en su carrera hacia el poder puede ser considerada como extraordinariamente importante.
El ascenso de Senenmut dentro de las estructuras de poder se puede percibir claramente dividido en dos etapas nítidas: antes de que Hatshepsut se coronase como reina-faraón, y después de este acontecimiento. Hasta que se produjo la coronación de Hatshepsut, se concedieron a Senenmut los títulos civiles de ‘Gobernador de la Casa [Mayordomo] de la hija real Neferu-Ra’ y ‘Ayo de la Hija Real, Señora de las Dos Tierras y Esposa del dios, Neferu-Ra’. Quizás con anterioridad a estos fue  nombrado ‘Gobernador de todas las funciones de la diosa’. 
Bajo Tutmosis I fue cuando comenzó a gozar de la confianza real. En función de ello, fue quizás en estos años cuando se le promovió al cargo de ‘Mayordomo de la Casa Grande’, lo que equivalía a ser ‘Mayordomo de la Casa del Rey’. Un interesante cargo administrativo, relacionado con el control de las propiedades fue el de ‘Gobernador de los Títulos de Propiedad’.
Después de que la reina fuese coronada como faraón, entre los años dos y siete del reinado, también ejerció el de ‘Superior de los Secretos de la Casa de la Mañana’. Este título implicaba que él estaba presente cuando el rey y la reina despertaban todas las mañanas y era, por tanto, el que recibía las primeras instrucciones y confidencias del monarca. Este título estaba normalmente vinculado con el de ‘Aquel que Gobierna en la Puerta del Palacio del Príncipe’, es decir, la persona bajo cuyo control se hallaba el acceso al palacio real.
Senenmut, convertido en custodio de la reina y de su hija, estaría mucho tiempo con ambas. Incluso se piensa que, desde el principio  Hatshepsut y Senenmut pudieran haber mantenido una relación, y que Neferura podría haber sido el fruto de la misma. Lo único cierto es que ya desde el reinado de Tutmosis II, Hatshepsut se postuló como faraón con el apoyo de sus dos grandes valedores, Senenmut, y Hapuseneb, el Sumo sacerdote de Amón y Visir.

Muy especialmente, Senenmut pasaría a la historia como arquitecto y constructor del bello Templo de Millones de Años de Hatshepsut en Deir el-Bahari.

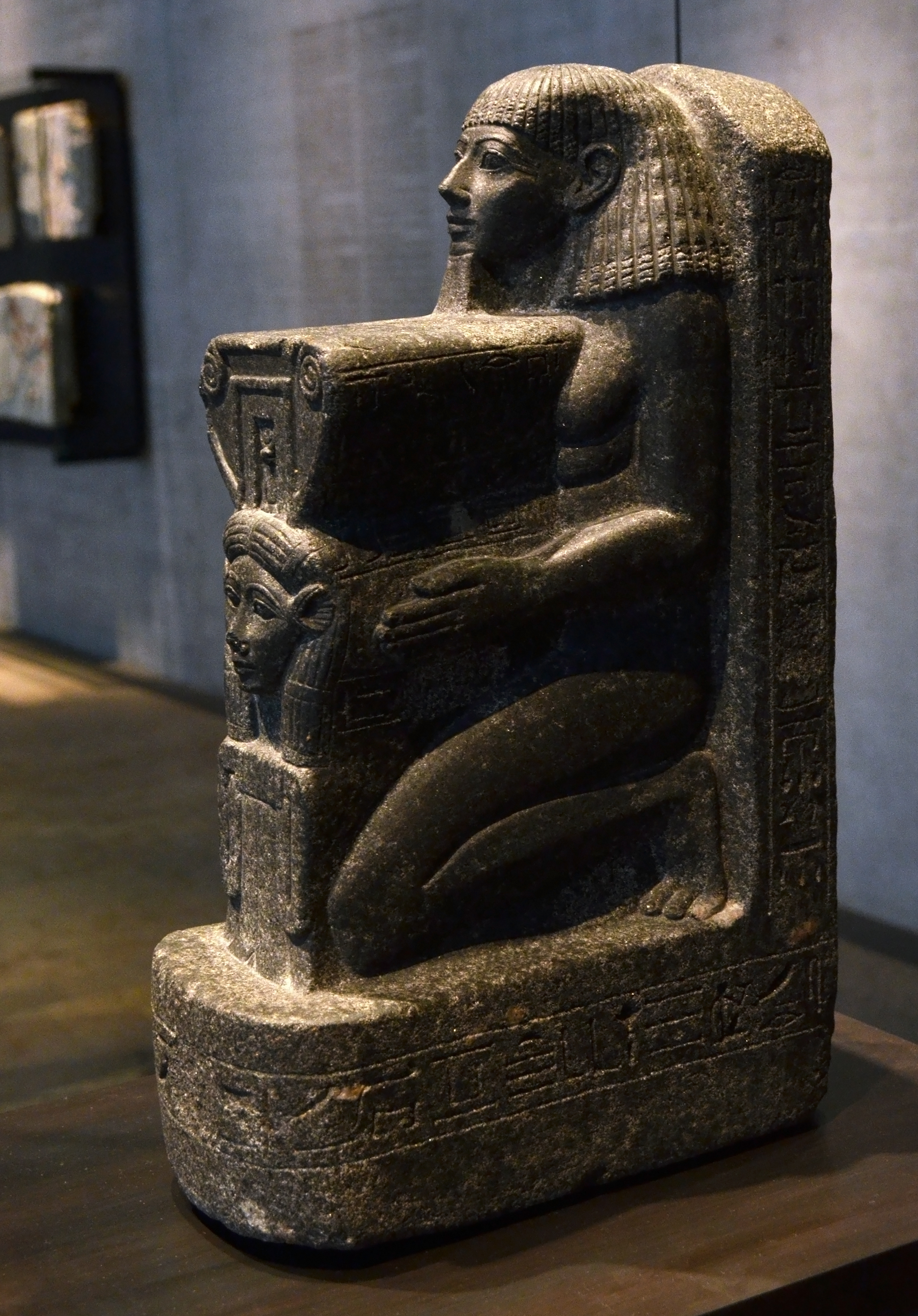
Senenmut portando un sistro con el rostro de la diosa Hathor.

Algo que está claramente demostrado es que Senenmut creció a la sombra de Hatshepsut, y que fue acumulando cada vez más poder hasta convertirse, junto con la reina y con Hapuseneb, en el gobernante virtual del país. El culmen lo alcanzaría en la coronación de la propia Hatshepsut, y comenzaría a decaer a partir de la fundación del templo de Deir el-Bahari. 
El trío Hapuseneb-Hatshepsut-Senenmut gobernó Egipto durante 16 largos años, alejando cualquier competencia entre ellos y funcionando a la perfección. Fueron años en los que los sacerdotes de Amón adquirirían una influencia que más tarde sería letal para la dinastía, y también unos años de paz, de bellas construcciones y de riqueza en Egipto. 
En cuanto a la desaparición de Senenmut y la presunta persecución de su memoria, los acontecimientos se mostraron al principio muy confusos para los investigadores. Todo parecía indicar que su muerte habría sobrevenido en oscuras circunstancias. La prematura desaparición de la princesa Neferura, su pupila y protegida, habría podido precipitar la caída de Senenmut.
Esta gran desgracia, que implicaba la desaparición de la única esperanza de sucesión en línea femenina de la dinastía que Hatshepsut y él habían creado, habría traído consigo, según todos los indicios, el desmoronamiento del reinado de Hatshepsut. Los partidarios del rey Tutmosis III aguardaban inquietos a que toda esta anómala situación terminase cuanto antes. El rey entonces ya no era un niño, sino un joven guerrero que estaba determinado a ejercer su realeza sin impedimentos de ninguna clase. Habían sido dieciséis largos años de espera.
Una de las hipótesis manejadas por los investigadores fue que, Senenmut, una vez muerta Neferura, pudiera haberse puesto decididamente al servicio de Tutmosis III, así podría probarlo el descubrimiento de una estatua del Arquitecto en el templo funerario del rey en Deir El-Bahari, el Dyeser Ajet. Este hecho habría propiciado el alejamiento entre él y la reina. O bien los últimos años, entre el 16 y el 19, coincidieron con un forzado apartamiento de Hatshepsut de la vida pública que concluiría con su desaparición física hacia el año 22 de Tutmosis III.
En cualquier caso, la teoría de Winlock acerca de que la presunta caída en desgracia de Senenmut se produjo como consecuencia de haberse apropiado prerrogativas reales a espaldas de la reina, hace ya largo tiempo que fue descartada por los investigadores.
De otra parte, el hecho de que su tumba en Sheij Abd El Gurnah (TT71) hubiese quedado inacabada, subrayado con el terrible ensañamiento que sufrieron su sarcófago, troceado en más de tres mil fragmentos, y la decoración de su capilla, parecieron ser la prueba de que un terrible final alcanzó a Senenmut, fueren cual fueren las razones que realmente motivaron aquellos acontecimientos.
De otra parte, algunas de sus estatuas sufrieron el ataque de la supresión del nombre de Senenmut, mientras en otras quedaron indemnes. Su hipogeo (DB353) místicamente conectado con el Dyeser-Dyeseru de Deir El-Bahari, quedó también inacabado pero, misteriosamente, casi incólume. Esta extraña circunstancia pudo deberse a que se trataba de un monumento hecho en secreto, sin conocimiento de nadie que no fuera su hermano Amenemhat y pocas personas más, completamente fieles a Senenmut, y construido en el interior de la depresión natural llamada por los egiptólogos 'La cantera', sin ningún signo exterior en su acceso, que debió quedar disimulado y cubierto con rocas en la pared rocosa de la hondonada. La clave para entender la supervivencia del monumento sin ser dañado se encuentra en el siguiente texto inscrito en la primera cámara del hipogeo: ‘¡Oh [vosotros] los que vivís sobre las Dos Tierras [Egipto], escribas ritualistas que conocéis las cosas secretas, que adoráis al dios, recitad [estos] ensalmos para el Mayordomo [de Amón] Senenmut!.. Está claro que solamente un muy reducido grupo de personas afectas a Senenmut conocieron la existencia del hipogeo que estaba dedicado a realizar la transformación de su naturaleza humana y convertirla en la de un espíritu Aj, para así poder compartir su destino tras la muerte con la reina Hatshepsut. 

## Desaparición

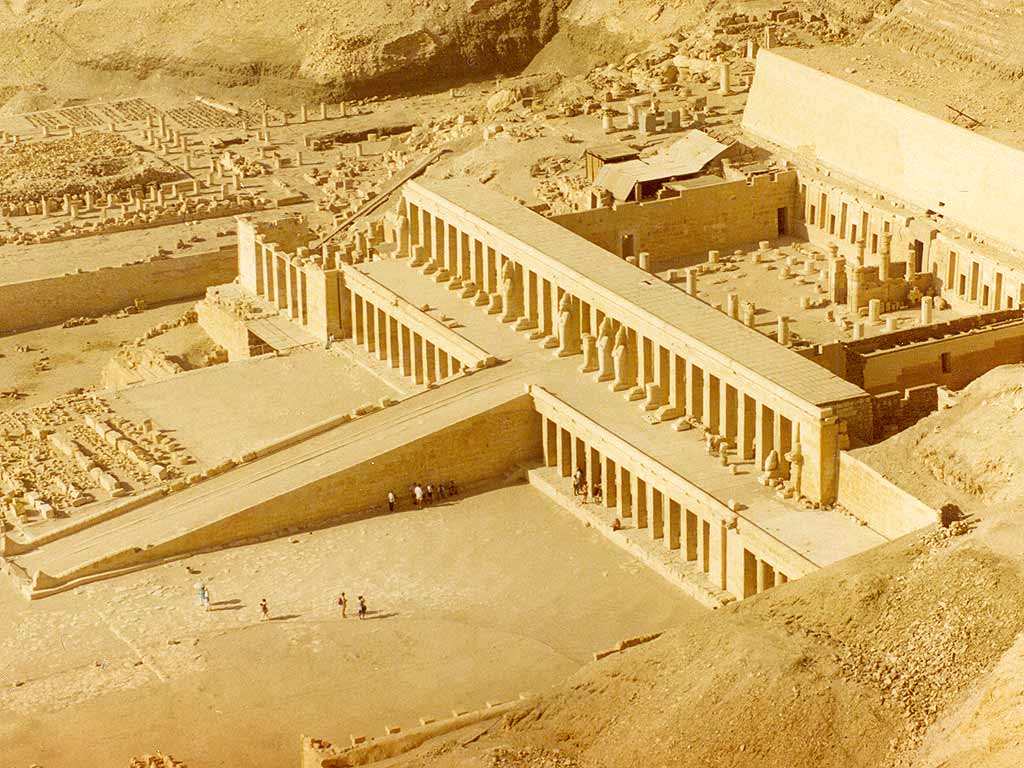
Templo de Hatshepsut, en Deir el-Bahari, construido por Senenmut.

El reinado de Hatshepsut tuvo su cima durante los años 15º y 16º, y a partir de entonces comenzaría a declinar. Esto se debió a la pérdida de sus principales apoyos: su hija y heredera, Neferura, y poco después a Hapuseneb y al propio Senenmut. 
Sin embargo, los hechos parecen haber quedado finalmente establecidos del siguiente modo: parece que la memoria de Senenmut no fue atacada en modo alguno por Tutmosis III hasta el año 42, momento en el que es muy probable que se produjera la destrucción de su sarcófago, depositado en la capilla de su tumba en Sheij Abd El Gurnah (TT71). Los daños sufridos por alguno de sus monumentos deben datarse en el reinado de ese faraón, pero también pudieron haber sido producidos por la acción de otros funcionarios resentidos contra la reina y su Arquitecto Jefe. Por el contrario, los ataques más graves provocados a su tumba de Sheij Abd El Gurnah, son atribuibles al periodo de la revolución del rey herético Akenatón, lo que sucedió unos ciento treinta años más tarde.
Sin embargo, hay constancia de que los reyes de la dinastía XIX rehabilitaron el nombre de Senenmut allí donde había sido objeto de persecución por los seguidores de Atón, aunque su memoria fue suprimida en los lugares donde constaba unido a la reina Hatshepsut, a la cual estos reyes de las dinastías XIX y XX nunca reconocieron como soberana legítima de Egipto. Así las cosas, es verosímil que primero muriese Neferura; algo después, Senenmut, ya anciano, y, a continuación, la propia reina Hatshepsut.
Senenmut se hizo construir una tumba en la colina de Sheij Abd El Gurnah (TT71) y un hipogeo/cenotafio para sus vasos canopos en las proximidades del Dyeser-Dyeseru de Hatshepsut en Deir el-Bahari (DB353). Su momia se encuentra en paradero desconocido, aunque quizás pudiera ser identificada como la momia conservada en el Museo Egipcio del Cairo, conocida como Hombre desconocido C, (CG61067).
Sin embargo, la fidelidad y la influencia que tuvo Senenmut sobre su reina, la reina-faraón más especial y más conocida de la historia egipcia, ha traspasado los siglos y ha llegado hasta nuestros días. Esperemos que nuevas excavaciones e investigaciones nos permitan conocer más sobre este hombre, de meteórica carrera, favorito de su reina, probablemente amante de Hatshepsut, quizás padre de la princesa Neferura y, al fin y al cabo, un verdadero rey sin corona.